# Садовенко Юрій Едуардович
Юрій Едуардович Садовенко (нар. 11 вересня 1969, Житомир, УРСР, СРСР) — російський військовий діяч, заступник Міністра оборони Російської Федерації — керівник апарату Міністра оборони Російської Федерації з 7 січня 2013 року, генерал-полковник (21 лютого 2014).

## Біографія
В 1990 році закінчив Рязанське вище повітряно-десантне командне училище і з 1990 по 1994 рік проходив службу в Збройних Силах СРСР і Республіки Білорусь на молодших командних посадах.
З 1994 по 2002 роки служив в підрозділах у справах цивільної оборорни Міністерства Російської Федерації у справах цивільної оборони, надзвичайних ситуацій і ліквідації наслідків стихійних лих (МНС Росії). З 2002 по 2007 рік — помічник Міністра Російської Федерації у справах цивільної оборони, надзвичайних ситуацій і ліквідації наслідків стихійних лих. З 2007 року — керівник апарату МНС Росії. Учасник багатьох рятувальних і гуманітарних операцій МНС РФ.
У 2008 році Юрій Садовенко закінчив Російську академію державної служби при Президенті Російської Федерації. Пізніше перейшов на державну службу. З травня по листопад 2012 року — керівник адміністрації Губернатора Московської області.
7 січня 2013 генерал-лейтенант Юрій Садовенко призначений Заступником Міністра оборони Російської Федерації — керівником Апарату Міністра оборони Російської Федерації. (Керівник апарату МО РФ вперше отримав статус заступника міністра, а кількість заступників було збільшено з дев'яти до десяти).
У його підпорядкуванні знаходяться: Управління справами Міноборони, Правовий департамент, Протокольно-координаційний департамент, Організаційне управління і Контрольне управління Міністерства оборони Росії.
Юрій Садовенко є найближчим соратником Сергія Шойгу і працює під його безпосереднім керівництвом з 2002 року.

## Особисте життя
Спільно проживає з Марією Китаєвою. з якою має 3-х дітей.
Тимур Іванов — хресний отець доньки.

## Санкції
Як помічник Міністра оборони Росії, у своїх публічних виступах Юрій Садовенко відкрито підтримував та виправдовував агресивну війну Росії проти України. Він несе відповідальність за підтримку та реалізацію дій та політики, що підривають та загрожують територіальній цілісності, суверенітету та незалежності України, є підсанкційною особою багатьох країн світу.
21 червня 2018 року доданий до санкційного списку України.
15 березня 2022 року доданий до санкційного списку США.
6 жовтня 2022 року доданий до санкційного списку Євросоюзу.

## Нагороди
- Орден «За заслуги перед Вітчизною» IV ступеня,
- Орден Олександра Невського (СРСР),
- Орден Пошани,
- Медаль ордена «За заслуги перед Вітчизною» II ступеня,
- Медаль Суворова,
- Подяка Верховного головнокомандувача Збройними силами Російської Федерації,
- Медалі РФ.